# Meczup
Meczup (français : fou) est le premier album du chanteur turc Can Bonomo,, sorti en janvier 2011.

## Liste des morceaux
| No  | Titre                   | Durée |
| --- | ----------------------- | ----- |
| 1.  | Bana Bir Saz Verin      | 4:07  |
| 2.  | Balon                   | 3:07  |
| 3.  | Opium                   | 3:13  |
| 4.  | Hep Bi' Derdi Olur      | 3:50  |
| 5.  | Ayıl                    | 4:07  |
| 6.  | Sebebi Var              | 3:54  |
| 7.  | Şaşkın                  | 2:59  |
| 8.  | Ben Yağmurum            | 2:46  |
| 9.  | Süper                   | 4:47  |
| 10. | Meczup                  | 3:48  |
| 11. | Daha Sıcak Daha Dumanlı | 5:13  |